# Callyspongia oliveri
Callyspongia oliveri är en svampdjursart som först beskrevs av Kirk 1911.  Callyspongia oliveri ingår i släktet Callyspongia och familjen Callyspongiidae. Inga underarter finns listade i Catalogue of Life.